# 泽仁永宗
泽仁永宗（1972年12月—），西藏昌都人，藏族，无党派人士。中华人民共和国政治人物、第十三届全国人民代表大会西藏地区代表。

## 生平
2018年2月24日，当选为第十三届全国人大代表。